# Stanisław Gustaw Brun
Stanisław Gustaw Brun herbu Łabędź (ur. 2 grudnia 1854 w Warszawie, zm. 7 lipca 1925 tamże) – polski polityk, przemysłowiec, działacz spółdzielczy, poseł RP na Sejm Ustawodawczy oraz senator RP I kadencji.

## Życiorys
Syn Stanisława Henryka, przemysłowca i działacza społecznego oraz Marii Fryderyki z domu Sennewald. Uczył się w gimnazjum w Warszawie oraz odbył studia handlowe w Wielkiej Brytanii. Po śmierci ojca przejął rodzinną firmę Krzysztof Brun i Syn jako jej prezes i główny współwłaściciel. Pod jego kierownictwem jako pierwsza w Imperium Rosyjskim rozpoczęła produkcję kuchni polowych. Ponadto był prezesem Towarzystwa Przemysłowo-Handlowego Block i Brun oraz radnym Warszawy.
W 1915 został członkiem Komitetu Obywatelskiego stołecznego miasta Warszawy oraz warszawskiego magistratu. W 1918 wszedł w skład Rady Stanu Królestwa Polskiego. Działał ponadto w wielu towarzystwach i komitetach przemysłowych, handlowych i społecznych.
W 1919 został wybrany posłem na Sejm Ustawodawczy z listy Narodowego Komitetu Wyborczego Stronnictw Demokratycznych w okręgu nr 16 (Warszawa). W Sejmie przewodniczył komisji przemysłowo-handlowej. Zasiadał także w komisjach: likwidacyjnej, ds. morskich, prawniczej, skarbowo-budżetowej, aprowizacyjnej i rolnej. W 1920 został członkiem Rady Handlowo-Przemysłowej Ministerstwa Przemysłu i Handlu.
Podczas kolejnych wyborów parlamentarnych w 1922 został senatorem RP z województwa warszawskiego. W Senacie był członkiem komisji skarbowo-budżetowej. Zmarł 7 lipca 1925, w trakcie trwania kadencji. Pochowany na cmentarzu ewangelicko-augsburskim w Warszawie (aleja 24, grób 3).

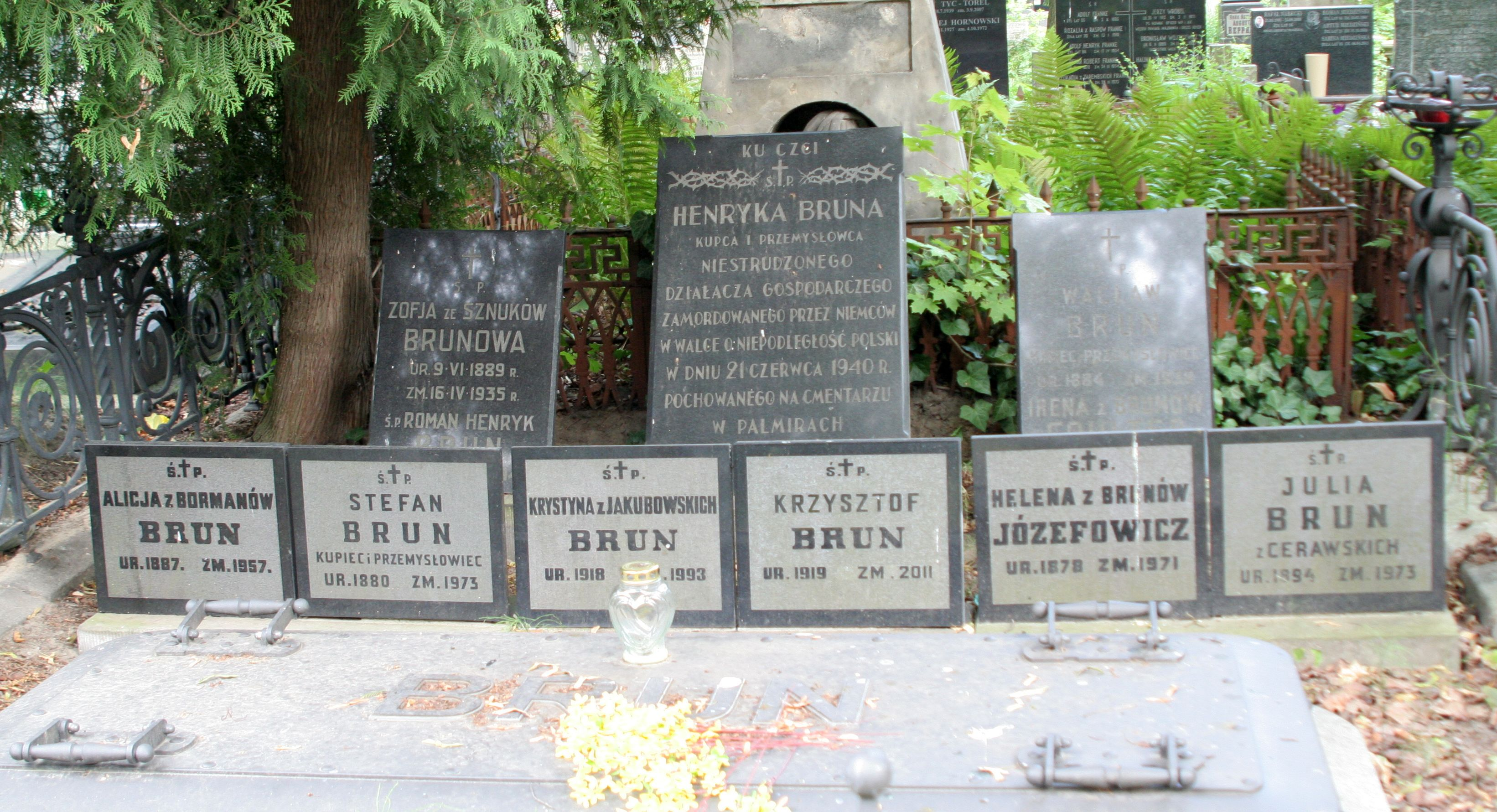
Grób rodziny Brun, cmentarz ewangelicko-augsburski w Warszawie

## Życie prywatne
Poślubił Marię Spiess (1857-1957), z którą miał czwórkę dzieci:  
- Stefana Henryka (1880-1973), przemysłowca, konsula honorowego Finlandii w Warszawie, zastępcę senatora IV kadencji (m.st. Warszawa), po 1945 wiceprezes Warszawskiego Komitetu Odbudowy Kraju i Stolicy,
- Wacław Kazimierz (1884-1938), przemysłowca, sędziego handlowy, czł. Tow. Prawa Międzynarodowego i Polskiego Tow. Geograficznego, konsual honorowy Danii w Warszawie, wiceprezes Stronnictwa Konserwatywnego;
- posła RP Henryka Stanisława
- oraz córkę Helenę zam. Józefowicz.

Był wyznania ewangelicko-augsburskiego (luterańskiego). 